# Man of the House (film uit 2005)
Man of the House is een Amerikaanse misdaad-en komediefilm uit 2005. De film heeft geen verband met de gelijknamige film uit 1995.

## Verhaal
De lokale gangsterbaas John Cortland wordt aangeklaagd. Voor het proces heeft de politie echter hun kroongetuige genaamd Morgan Ball nodig. Twee Texas Rangers genaamd Roland Sharp (Tommy Lee Jones) en Maggie Swanson (Liz Vassey) krijgen de taak om die kroongetuige levend op te sporen nadat hij ontsnapte. Sharp en Swanson gaan vervolgens naar de kerk, waar de lokale priester Percy Stevens (Cedric the Entertainer) tien jaar geleden na vijf jaar uit de gevangenis kwam. Percy zat met Ball vroeger in dezelfde cel en Sharp vraagt waar Ball nu is. Percy beweert vervolgens al jaren een man van god te zijn en hem al jaren niet meer gesproken te hebben tot plotseling zijn telefoon afgaat met "Morgan Ball" op het scherm. Hierna loopt Percy weg, maar Sharp en Swanson krijgen hem te pakken en Percy vertelt hun waar Ball is zodat ze hem laten gaan. Ball blijkt in een leeg pakhuis te zitten, maar weigert te getuigen tegen Cortland omdat het zijn dood wordt. Vervolgens probeert Ball hun tevergeefs om te kopen met een sleutel en wanneer dat niet werkt, zorgt hij ervoor dat het pakhuis ieder ogenblik kan ontploffen. De twee rangers raken heelhuids buiten met Ball waarna het pakhuis ontploft. Hier wacht een vriend van Sharp FBI-agent Eddie Zane hen op tot plotseling een scherpschutter hun beschiet om Ball te vermoorden. Hierbij wordt Swanson in de borst geschoten en Ball vlucht weg buiten de schutter zijn bereik. De scherpschutter, Sharp en Zane (Brian Van Holt) zetten de achtervolging in. Ball wordt vervolgens neergeschoten door de schutter in een steegje. Sharp treft de dode Ball aan en Zane die meerdere schoten in zijn arm heeft. Ondertussen keken vijf cheerleaders vanuit een raam toevallig toe terwijl niemand hun opgemerkt heeft. Cortland wordt vrijgelaten wegens gebrek aan bewijs (kroongetuige vermoord), maar de vijf cheerleaders gaan naar het politiebureau van de Texas Rangers. Ze zeggen de schutter gezien te hebben, maar herkennen hem niet in elke afbeelding die ze te zien krijgen. Captain Nichols van de Texas Rangers beveelt geheimhouding over het feit dat er getuigen zijn en Sharp krijgt de taak om de vijf cheerleaders te beschermen tot de rechtszaak op bevel van Rick Perry, de gouverneur van Texas.
De chagrijnige Sharp trekt vervolgens undercover in als assistent-coach in het studentenhuis van de vijf meisjes: Anne (Christina Milian), Evie (Monica Keena), Barb (Kelli Garner), Heather (Vanessa Ferlito) en Teresa (Paula Garcés). Twee ondergeschikte Rangers genaamd Holt en Riggs trekken ook undercover in bij het studentenhuis aan de overkant waar ze het huis constant in de gaten moeten houden en Sharp moeten assisteren bij de bescherming van de meisjes. Ondertussen blijkt Sharp al jaren gescheiden te zijn van zijn vrouw en heeft hij een 17-jarige dochter Emma Sharp (Shannon Woodward) die hij amper kent omdat hij zoveel weg is. Tevens blijkt tegelijkertijd dat FBI-agent Zane corrupt is en voor Cortland werkt. Hij is de moordenaar van Ball en schoot zichzelf in de arm om hem niet verdacht te maken. De scherpschutter is de chauffeur en tijdelijke helper van Zane. Cortland vernam na zijn vrijlating dat er getuigen waren bij de moord op Ball en beveelt Zane om hen te vermoorden. Zane vermoordt vervolgens zijn helper en gaat daarna op zoek naar Sharp, maar Captain Nichols weigert hem te vertellen of er getuigen zijn en waar ze zijn. Ondertussen hebben de meisjes het lastig met de ouderwetse Sharp die hun alles verbiedt. Sharp krijgt het ook lastig met hen. Geleidelijk aan wordt Sharp een tweede vader voor hen die hen helpt met betere schoolresultaten en nettere kleding. De meisjes helpen Sharp om beter om te gaan met vrouwen en zijn dochter terwijl Sharp verliefd wordt op Professor Molly McCarthy (Anne Archer). Door toeval spoort Zane hen echter op en probeert hen tevergeefs te doden met een bom onder hun wagen. Vervolgens ontvoerd Zane Sharp's dochter Emma waarna hij Sharp belt om te zeggen dat hij niet meer geïnteresseerd is in die getuigen. Hij wil het geld uit een bankkluis waarvan Ball hem de sleutel gaf en wil dit ruilen dicht bij de grens met Mexico voor Emma om te vluchten voor Cortland. De vijf meisjes en Sharp slagen er vervolgens in om Emma te redden en Zane gevangen te nemen. Gangsterbaas Cortland belandt vervolgens in de gevangenis.
Zes maanden na de vorige gebeurtenissen trouwen Sharp en Professor Molly McCarthy met Percy als priester. De vijf cheerleaders en Emma zijn de bruidmeisjes.

## Rolverdeling
- Tommy Lee Jones als Roland Sharp
- Christina Milian als Anne, een cheerleader
- Monica Keena als Evie, een cheerleader
- Kelli Garner als Barb, een cheerleader
- Vanessa Ferlito als Heather, een cheerleader
- Paula Garcés als Teresa, een cheerleader
- Cedric the Entertainer als Priester Percy Stevens
- Anne Archer als Professor Molly McCarthy
- Brian Van Holt als FBI-agent Eddie Zane
- Shea Whigham als Ranger Holt
- Terrence Parks als Ranger Riggs
- R. Lee Ermey als Captain Nichols
- Paget Brewster als Binky, cheerleader-coach
- Shannon Woodward als Emma Sharp, dochter van Roland
- Liz Vassey als Ranger Maggie Swanson
- Curtis Armstrong als Morgan Ball
- Rick Perry als zichzelf, gouverneur van Texas (cameo)
- Turner Stephen Bruton als John Cortland